# Hynek Martinec
Hynek Martinec (* 12. listopadu 1980, Broumov) je česko-britský malíř, absolvent ateliéru klasických malířských technik prof. Zdeňka Berana na AVU. Po ukončení studia odešel do zahraničí - v letech 2005–2007 pobýval v Paříži. Od roku 2007 žije v Londýně a roku 2020 obdržel britské občanství. Jeho hyperrealistické portréty získaly prestižní ocenění BP Portrait Award v Londýně. Tvoří obrazy inspirované starým uměním nebo fotografiemi v nichž minulost prostřednictvím moderních technologií propojuje se současností.

## Život
Ve svém rodišti Broumově a okolí mohl Hynek Martinec od raného věku vnímat Dientzenhoferovu architekturu a malbu českého baroka. Od dětství kreslil a již ve věku 8-9 let objevil i svět vážné hudby. Jako jedenáctiletý uspěl roku 1991 ve výtvarné soutěži v Náchodě. Malíř, který byl porotcem soutěže, mu nabídl soukromé lekce a důkladné školení v realistické malbě. Ve 12 letech docházel na soukromé lekce k jinému malíři, který ho zasvětil do abstraktního umění.
Martinec po základní škole jeden rok studoval design v Uherském Hradišti a poté absolvoval Střední odbornou školu výtvarnou Václava Hollara v Praze. V letech 1999–2005 studoval na Akademii výtvarných umění v Praze v ateliéru klasických malířských technik prof. Zdeňka Berana. Během studia absolvoval stáž na Middlesex University v Londýně (2002) a šestiměsíční stáž v Cooper Union v New Yorku (2004). Roku 2003 obdržel ateliérovou cenu AVU a roku 2004 byl vyhlášen nejlepším studentem AVU.[zdroj?]
Krátce po ukončení studia strávil dva roky v Paříži v propůjčeném ateliéru. Do Londýna se přestěhoval v souvislosti s úspěchem v soutěži National Portrait Gallery, když roku 2007 obdržel BP Young Artist Award pro umělce do 30 let a zároveň i BP Visitor Choice za portrét Zuzana in Paris studio (2006–2007). Obraz byl vybrán mezi 60 finalistů z celkem 1870 přihlášených umělců. Roku 2008 získal ocenění The Changing Faces v soutěži British National Portrait Gallery v Londýně za obraz Bagram in New York (2004) a BP Visitor Choice v National Scottish Portrait Gallery v Edinburghu.
Hynek Martinec žije a tvoří v Londýně, kde ho zastupuje Parafin Gallery. Jeho partnerka Zuzana Jungmanová vede v Londýně Czech School Without Borders, kam dochází kolem 200 dětí z tamní české komunity.

### Ocenění
- 1991 Výtvarná soutěž, Náchod
- 2003 Ateliérová cena Akademie výtvarných umění v Praze
- 2004 nejlepší student AVU
- 2007 BP Young Artist Award, BP Visitor Choice, National Portrait Gallery, Londýn
- 2008 The Changing Faces Prize, Royal Society of Portrait Painters, Londýn, BP Visitor Choice, National Scottish Portrait Gallery, Edinburgh

## Dílo
Martincovy školní práce zahrnují zátiší, zimní horskou krajinu a četné portréty. Jeho portrét Bagram in NY (2004), který namaloval během studijního pobytu v New Yorku, dokonce o čtyři roky později získal cenu The Changing Faces na soutěži v Londýně. Jako diplomovou práci vytvořil pět velkoformátových žánrových obrazů z prostředí Motolské nemocnice.

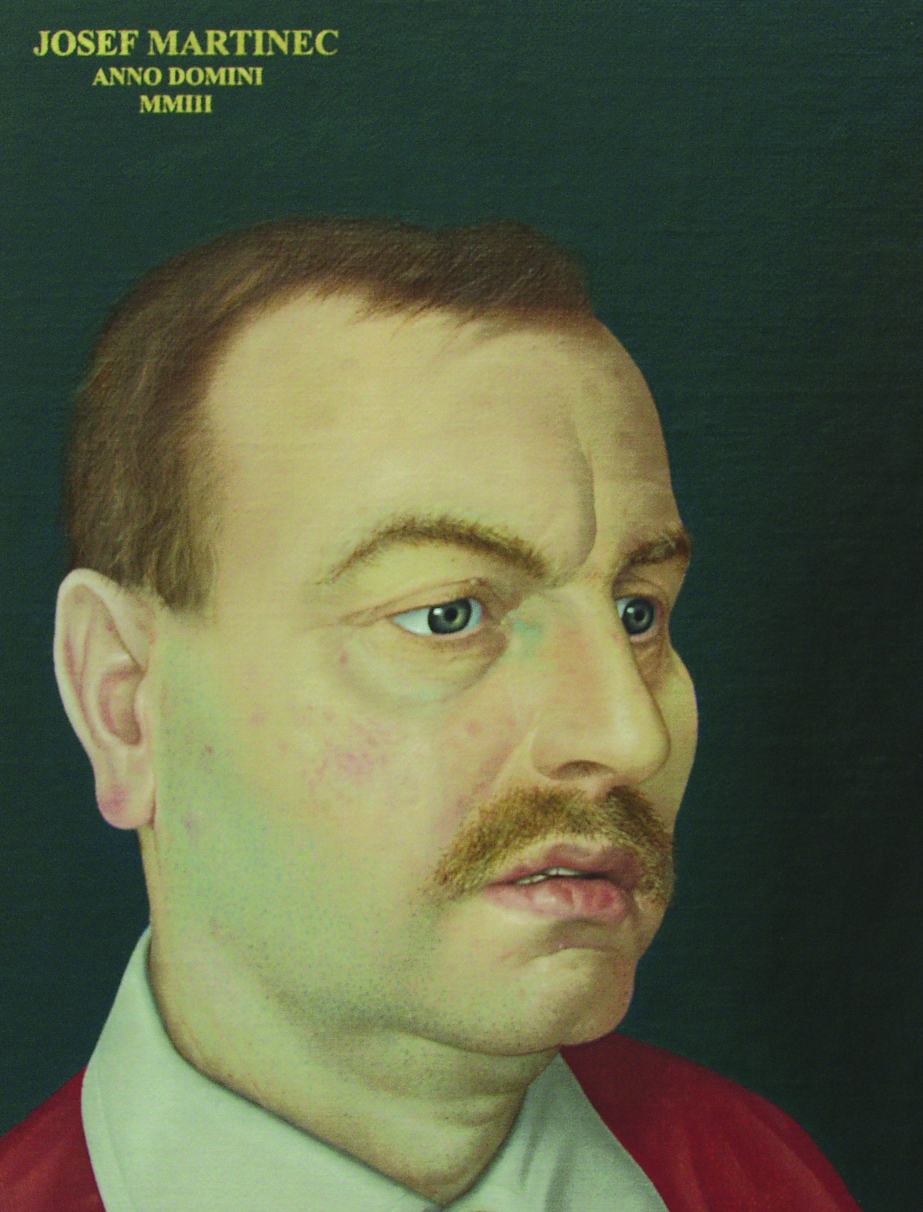
Josef, 2003
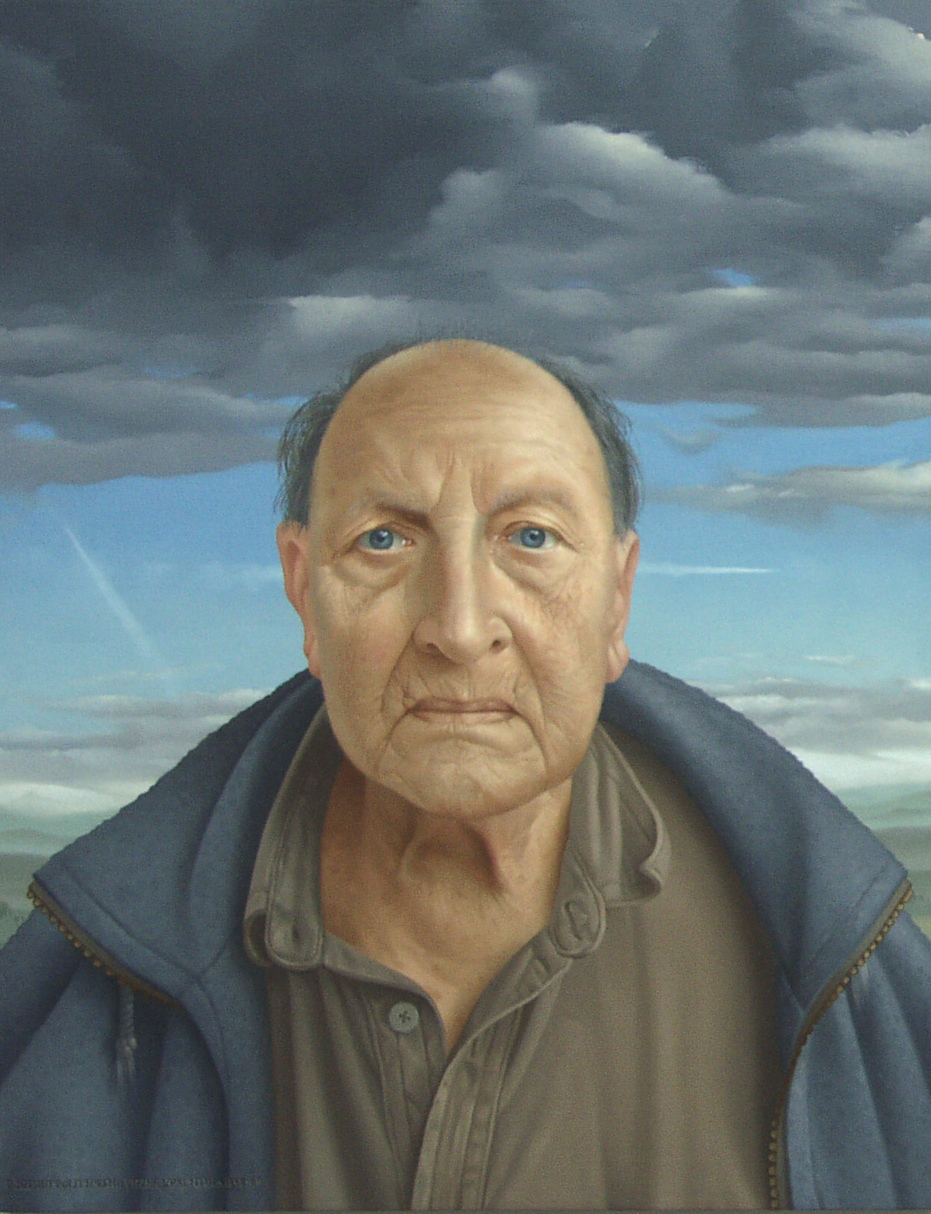
Bachtik, 2004
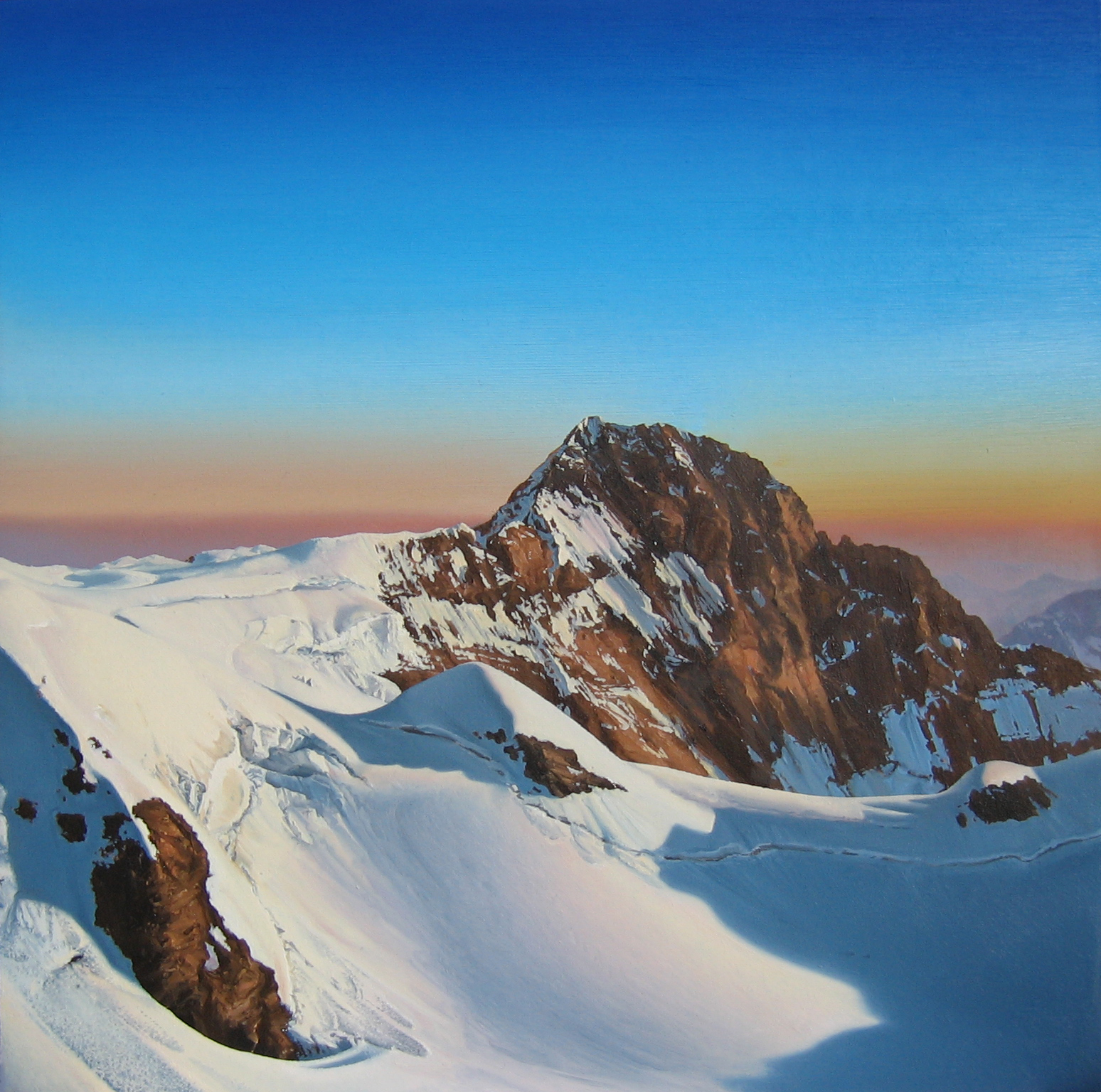
Oberland 2, 2005
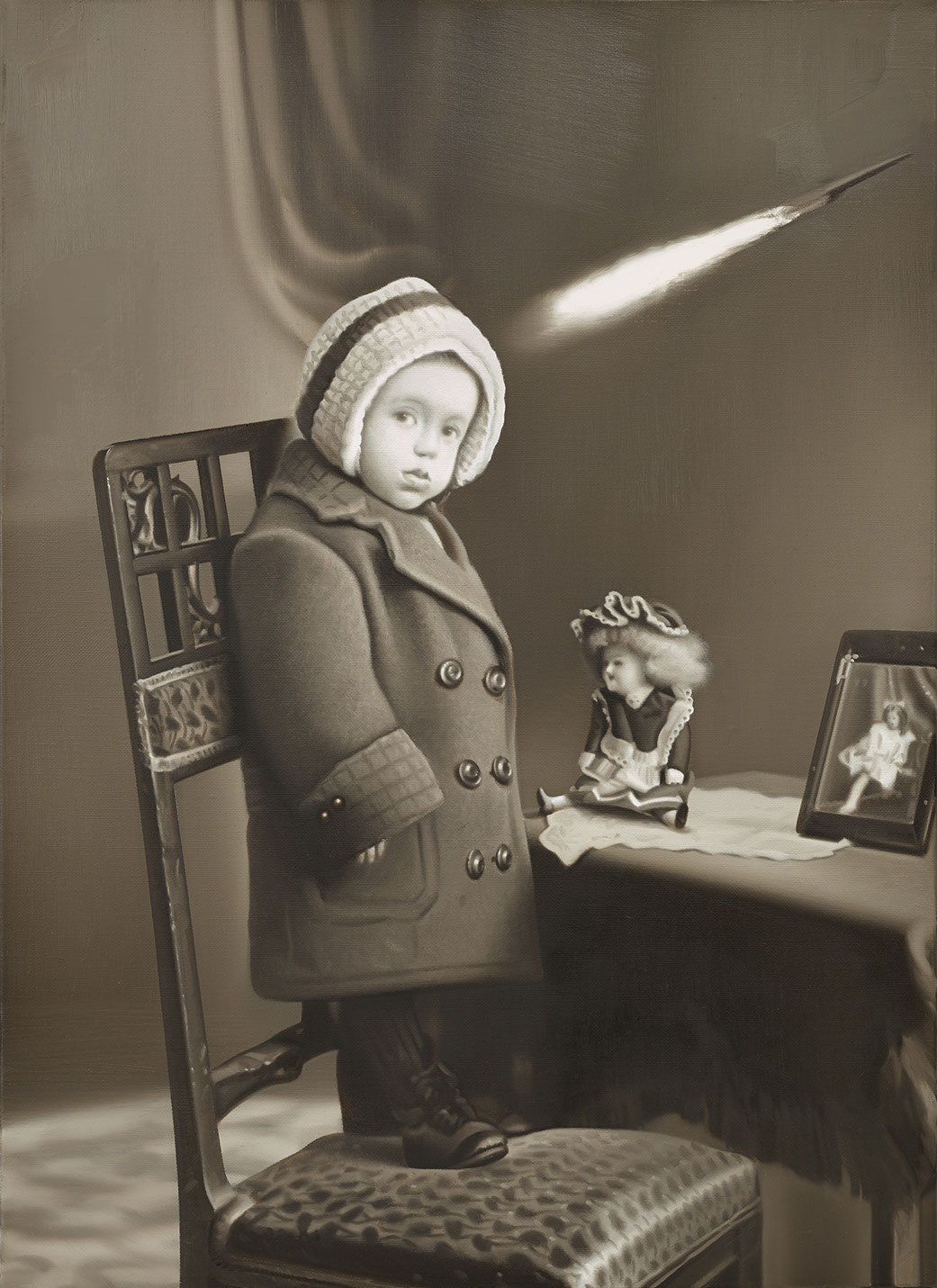
Good Morning Young Artist, 2014

V Paříži, kde mu přítel zapůjčil ateliér, se zabýval převážně projektem Kabeláže (2005–2007), který pojímal jako skenování minulých časů. Paříž ho inspirovala k větší barevnosti a abstraktnější malbě, ale vytvořil zde i hyperrealistický portrét své partnerky Zuzany Jungmannové. V brýlích Zuzany se odráží celý prostor ateliéru i s částí panoramatu Paříže za oknem a obraz je tak zároveň záznamem malířova života v tomto období. Portrét Zuzana in Paris studio (206–2007), kterým obeslal prestižní soutěž National Portrait Gallery v Londýně, získal první cenu pro umělce do 30 let BP portrait award a byl za jeho rozhodnutím se do Londýna přestěhovat.
Roku 2008 vznikl jeho projekt Lost in Time, inspirovaný brutalistní architekturou National Theatre a barevnými obrazci, které byly promítány na fasádu budovy. Celý soubor je postaven částečně na černých a bílých štětcových kresbách, temné atmosféře a tlumené arteficiální barevnosti.
Po dalších třech letech strávených v Londýně, kdy maloval převážně městské motivy, měl Hynek Martinec pocit, že vyčerpal možnosti hyperrealistické malby a začal v ní postrádat emocionální stránku. Požádal tehdy o pomoc svého přítele fotografa, který se zabýval starými fotografickými technikami, a pokusil se prostřednictvím ambrotypických a daguerrotypických snímků Zuzany, které pak převedl v monochromní malbě na velký formát plátna (Zuzana 1848, 2012, 244 x 184 cm, Zuzana 1854, 2012, 255 x 184 cm), o jakousi cestu zpět v čase. Fotografická technika 19. století tak otevřela téma času z jiného úhlu než malovaný obraz. Malířskou simulací technických zvláštností starých fotografických technik se tyto obrazy vyvazují z osidel hyperrealismu směrem k imaginaci autonomního paralelního světa. Martinec opustil na čas akrylové barvy a zahájil tím svou stále pokračující sérii monochromních olejomaleb v historizujícím sépiově hnědavém tónu, kterým se přibližuje starým fotografiím.

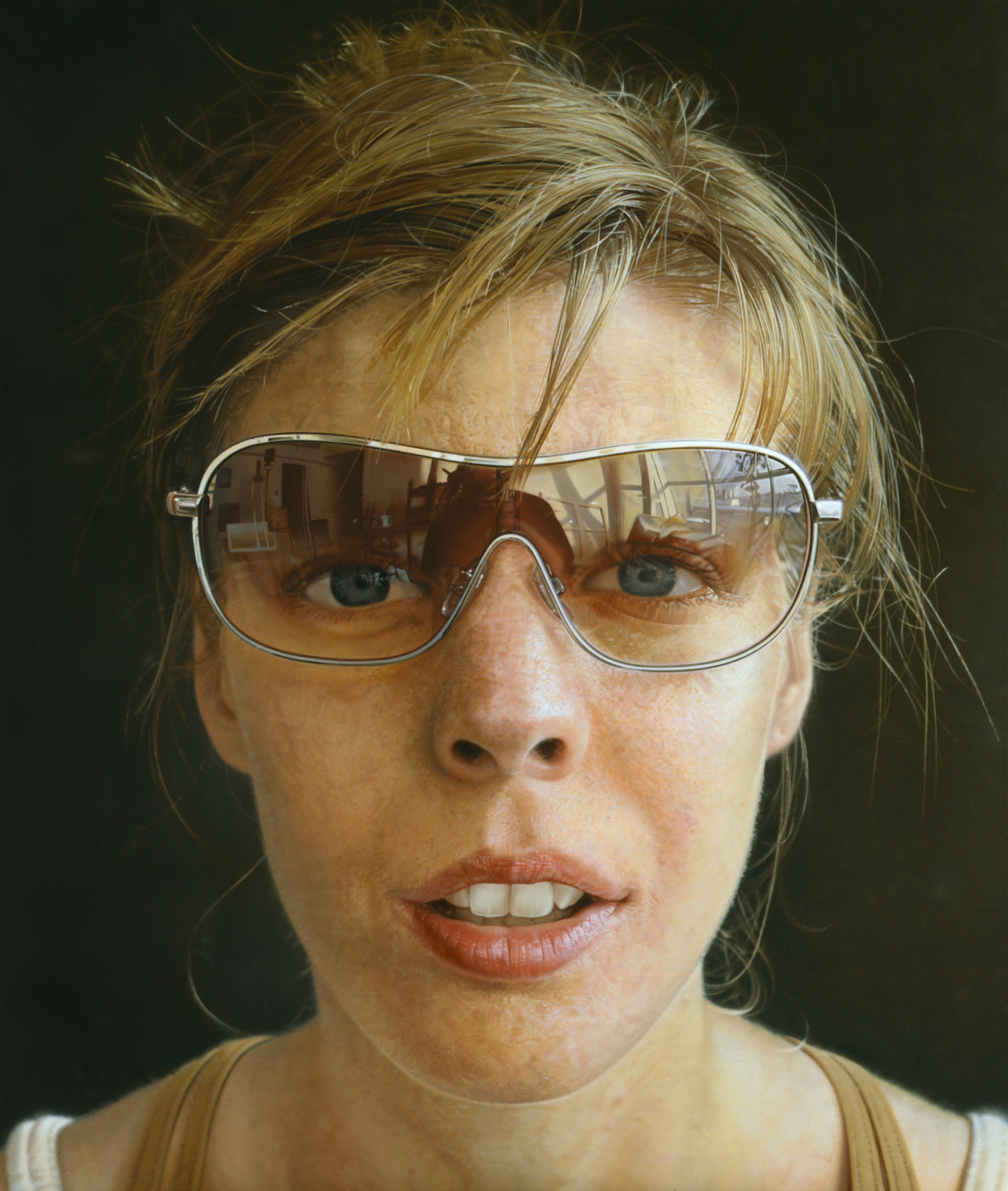
Zuzana in Paris studio, 130 x 110 cm, 2006–2007 (BP Young Artist Award)
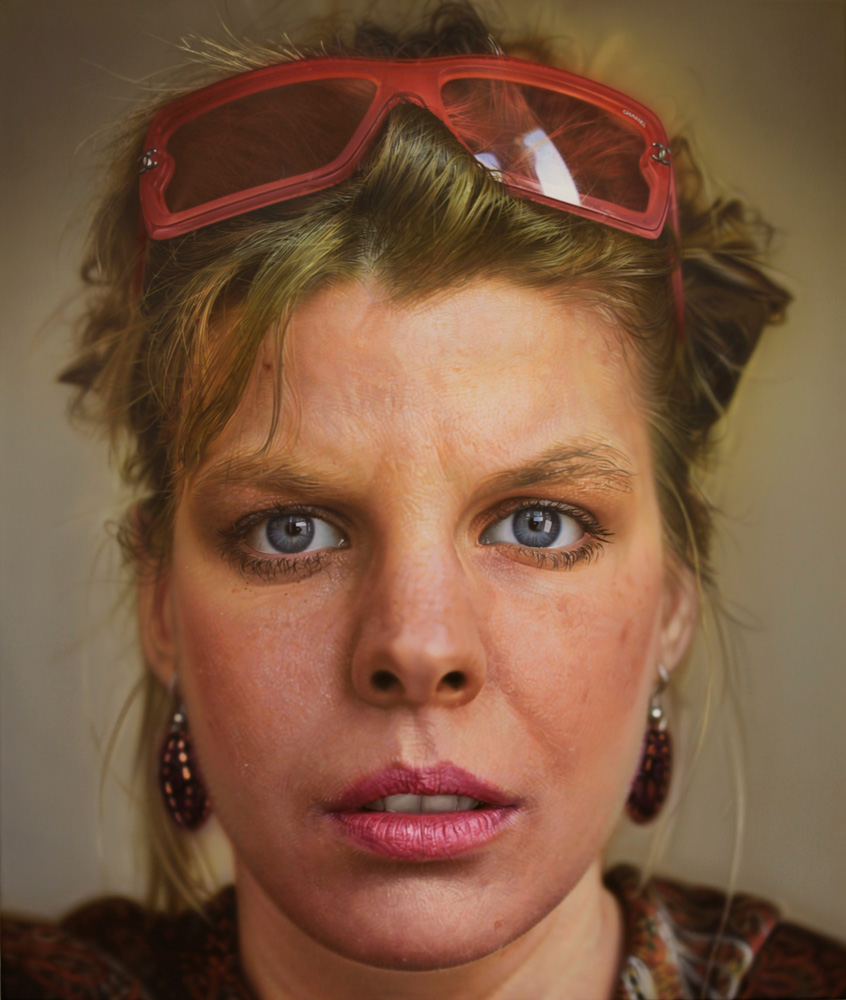
Zuzana in London, 130 x 110 cm, 2011–2012
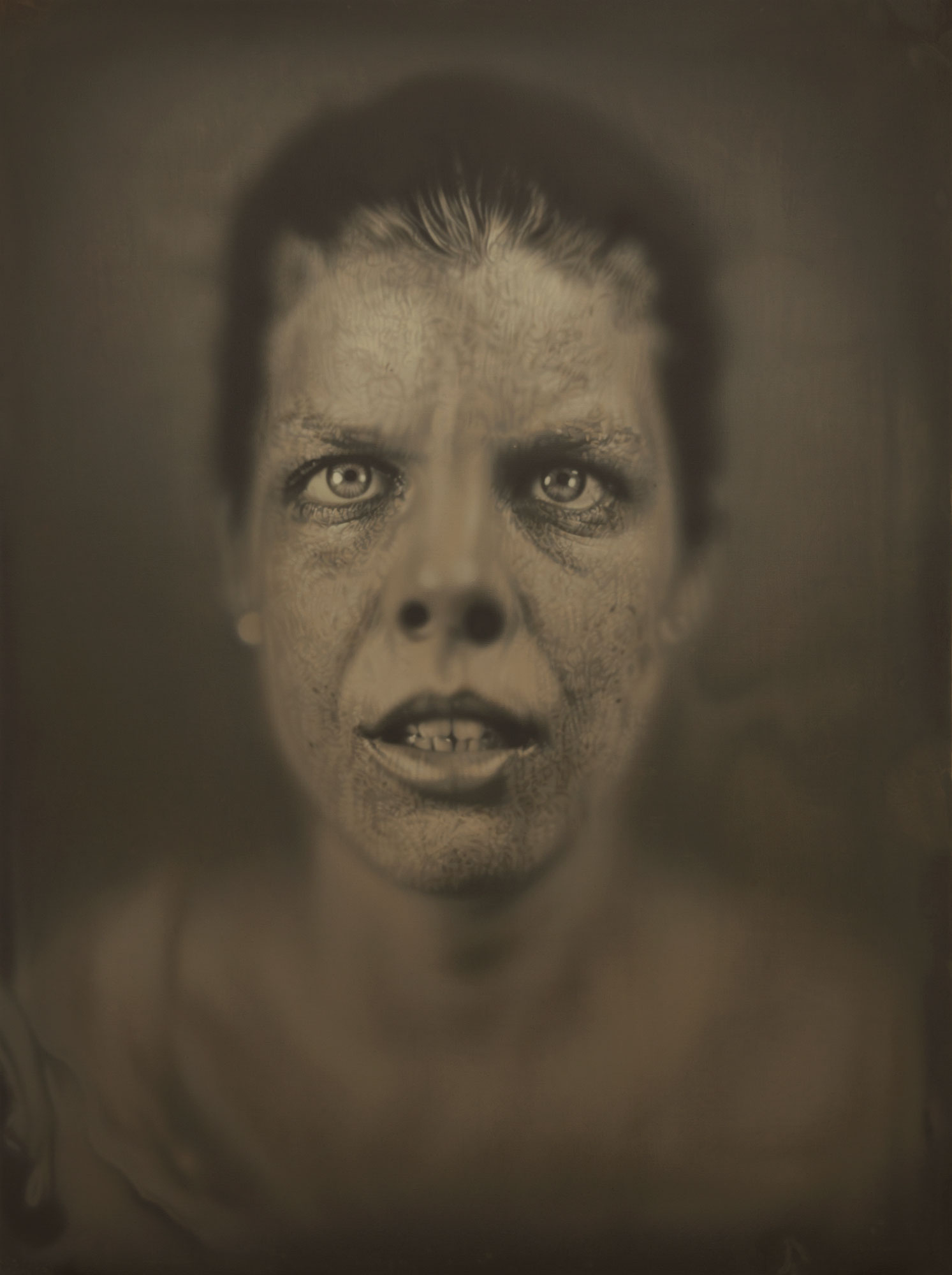
Zuzana 1848, 244 x 184 cm 2012
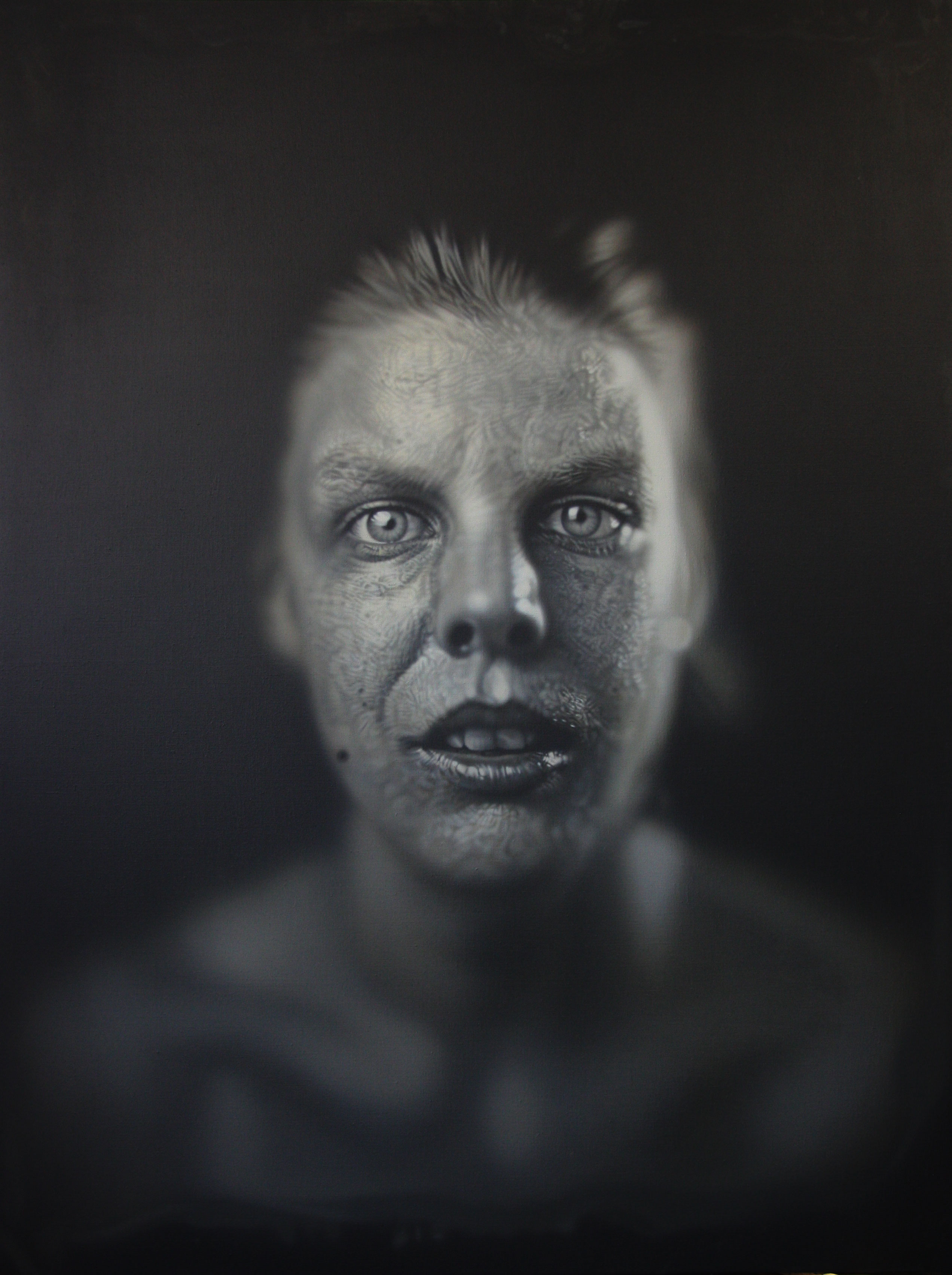
Zuzana 1854, 255 x 184 cm, 2012

V následujících letech se zabýval převážně zátišími, do kterých vkládal existenciální podtexty (Každou minutu jsi blíže smrti, 2013). V menších formátech se objevuje často uhašená svíčka, jako klasický symbol smrtelnosti (It is Hard to Remember, 2014). Bílá hmota parafinu může odkazovat k názvu galerie, která Martince v Londýně zastupuje, ale má sama o sobě i zvláštní estetickou kvalitu. Tam, kde zátiší zobrazuje pouze jediný předmět, je technická dokonalost malby nástrojem, vedoucím k meditaci o čase (Sigrun's Bread, 2015), někde k tomu dokonce explicitně vybízí (The Propeller, 2015). Martincova zátiší, provedená grissailovou technikou, jsou technicky dokonalé olejomalby. Důmyslně provedené kompozice si pohrávají s archetypálními devočními obrazy a tématem vanitas (Bičování barokního koně, 2017).

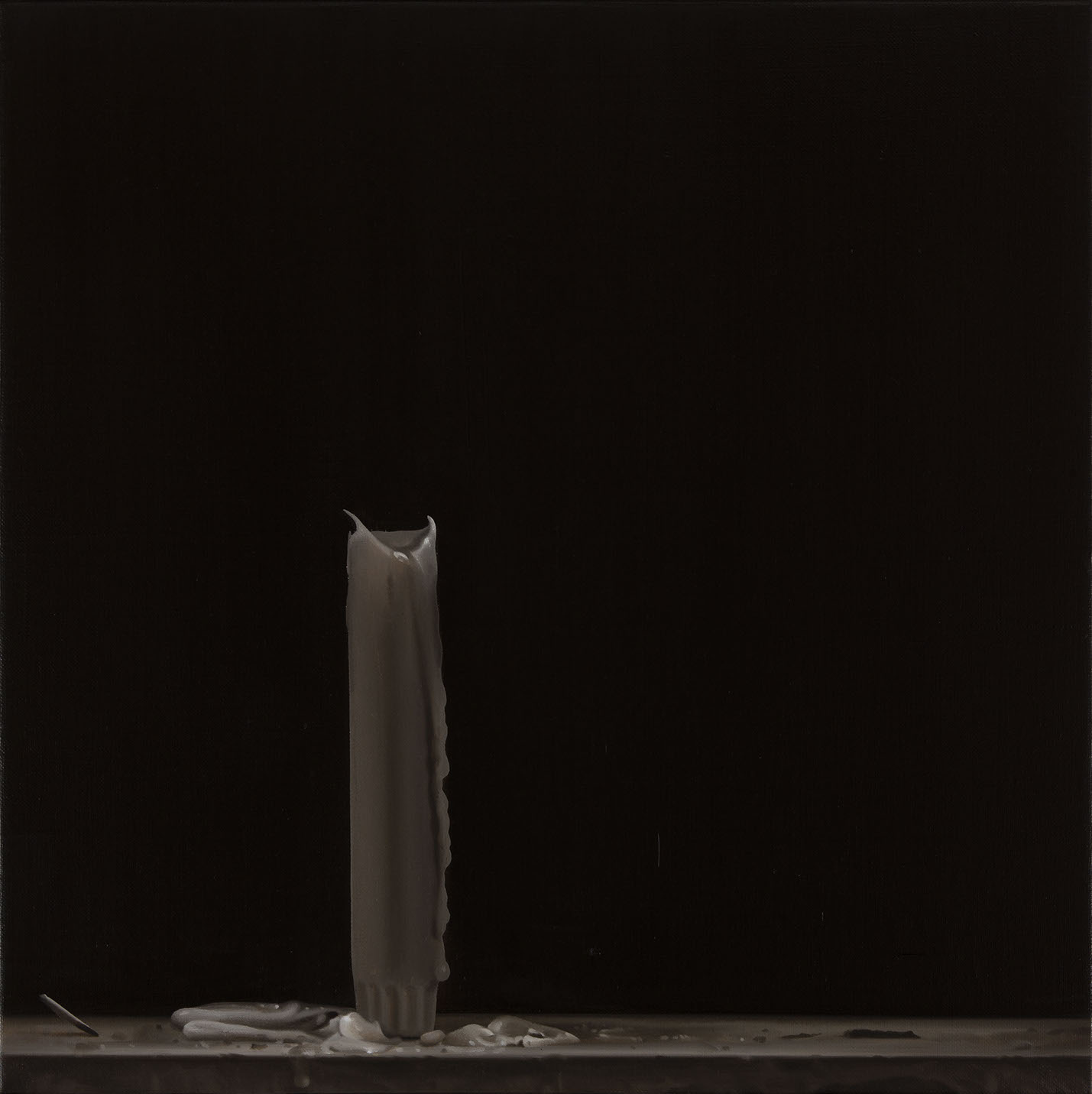
The Light Is In The Next Painting II, 2013
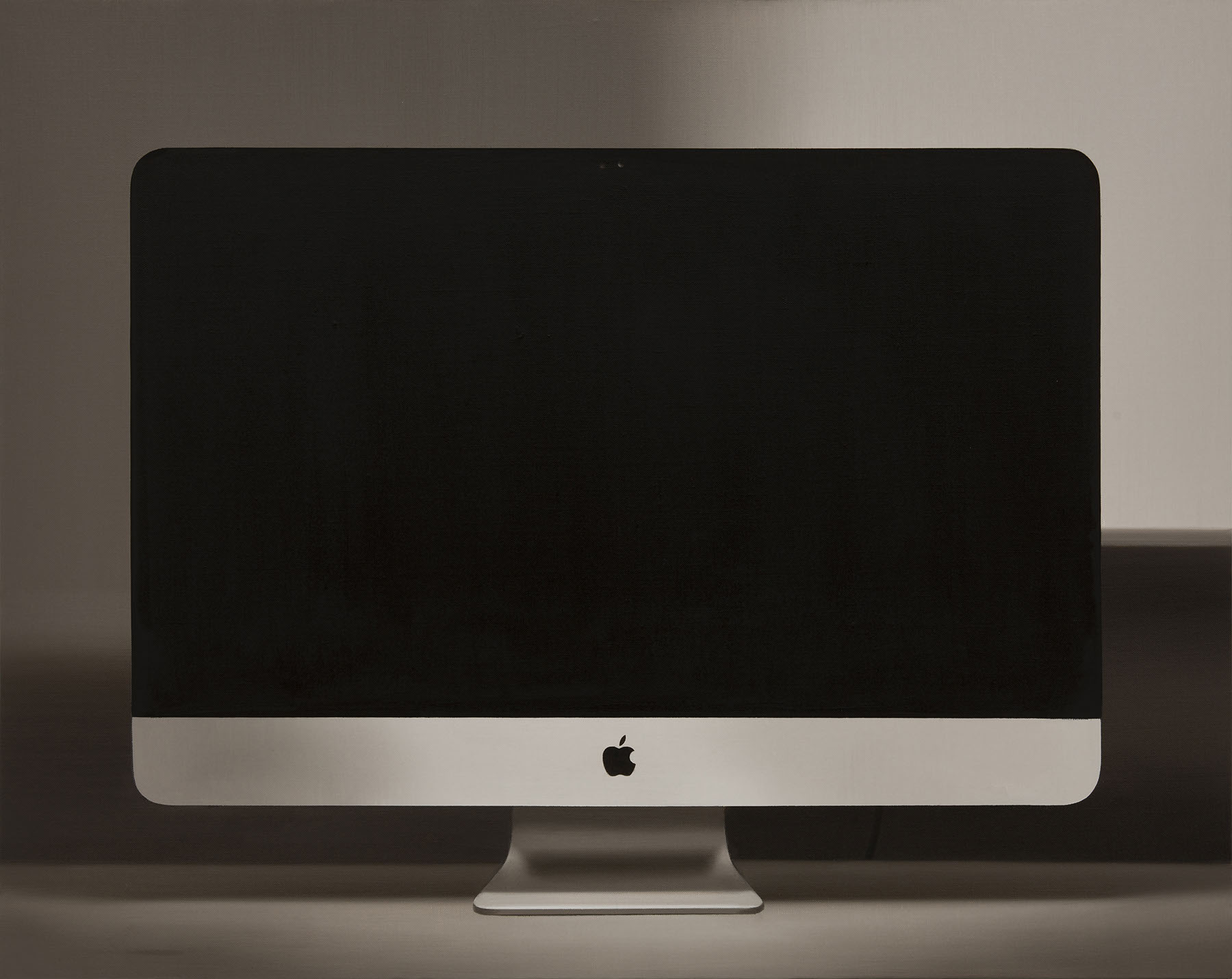
Every Generation Has Its Own Revolution, 2014
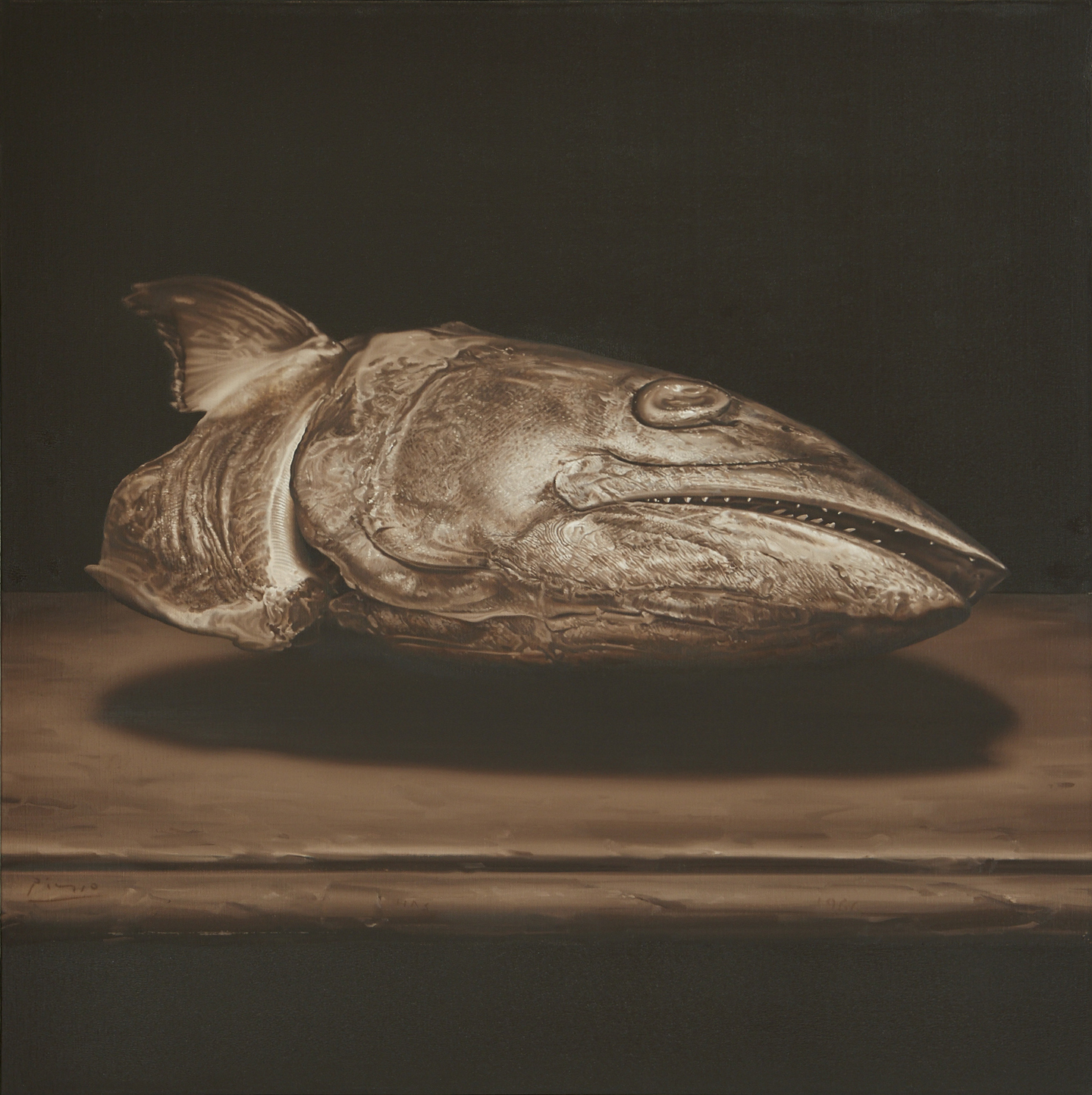
Picasso Has Seen Blow Up, 2015
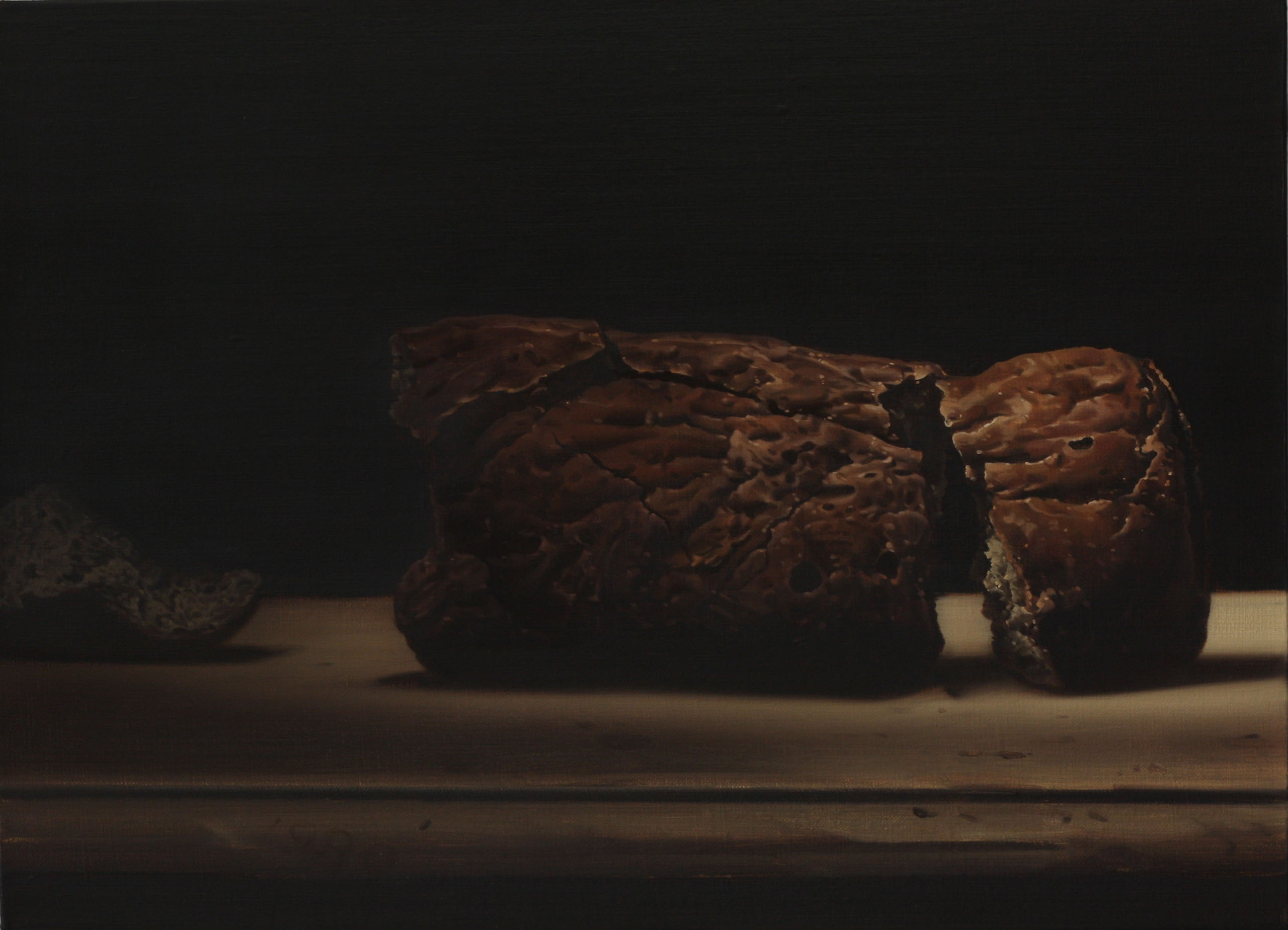
Sigrun's Bread (The New Romantic), 2015

Jako abstraktní prostorový model používá často holicí pěnu, která pro něj svým pomíjivým tvarem představuje jakýsi ryze současný symbol Vanitas (Kam kráčíš, Jane?, 2014). Pěna někdy připomíná barokní štukové reliéfy, propůjčuje dílu skrytý sexuální podtext nebo naopak odtažitý chlad. Intenzivní kult smrti, který je v základech katolického baroka, v sobě zároveň skrývá silnou potřebu smrt estetizovat. Martincovo „ledové baroko“ mění ideu barokního světa a odhaluje smrt nikoli v postavách světců, ale pouze v dokonalých a konečných formách. Některé tvary Martinec provedl jako třírozměrné struktury v akrylátové hmotě jesmonitu (Fantasy Meets Brutal Reality, 2018).
Roku 2014 začal převádět do olejomalby staré fotografie, které drobnými detaily, vytrženými z jiného kontextu, propojil se současným světem (Flyover into the Different Time, 2014). Od roku 2015 se do Martincových šerosvitných zátiší pozvolna vrací tlumená barevnost (Sigrun's Bread, 2015). Jeho fascinace starými mistry zřejmě souvisí s Martincovou pražskou výstavou roku 2015. V té době vznikl obraz El Greco se dívá (2016), který je věrnou nebarevnou malířskou kopií El Grecova Krista z Národní galerie v Praze. Další obrazy volně kombinují výtvarnou inspiraci např. barokním autoportrétem Anthony van Dycka s Magrittovou dýmkou (The Vision, 2016) nebo používají citace vypůjčené z různých klasických děl k vytvoření nových nečekaných spojení (Allegory of the Internet, 2017). Malíř vnímá svět, ve kterém žije, ale politické události, které jeho život ovlivňují, komentuje zástupnými a skrytými symboly (Brussels, 2016, Brexit, 2016).

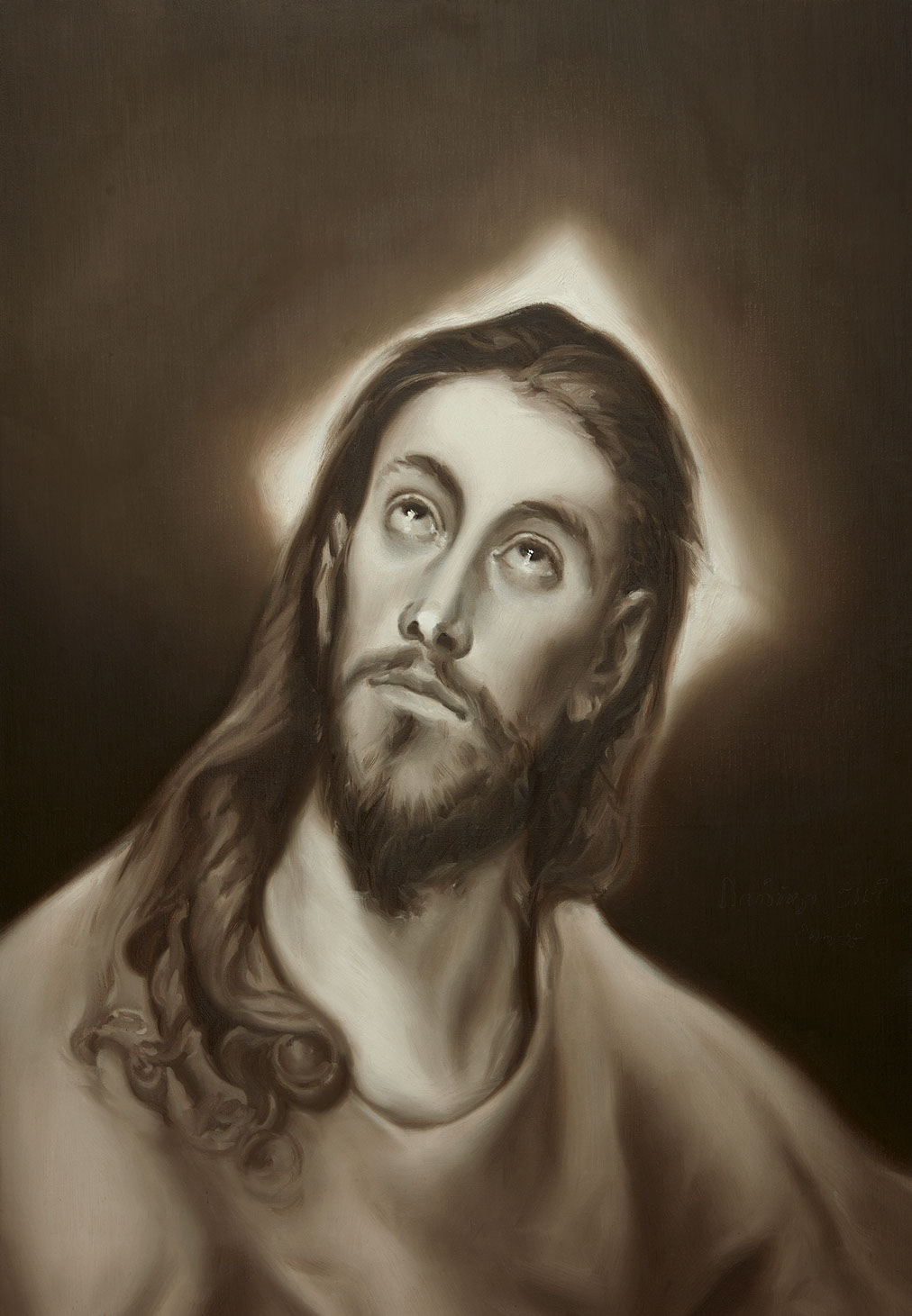
El Greco is Watching, 2016
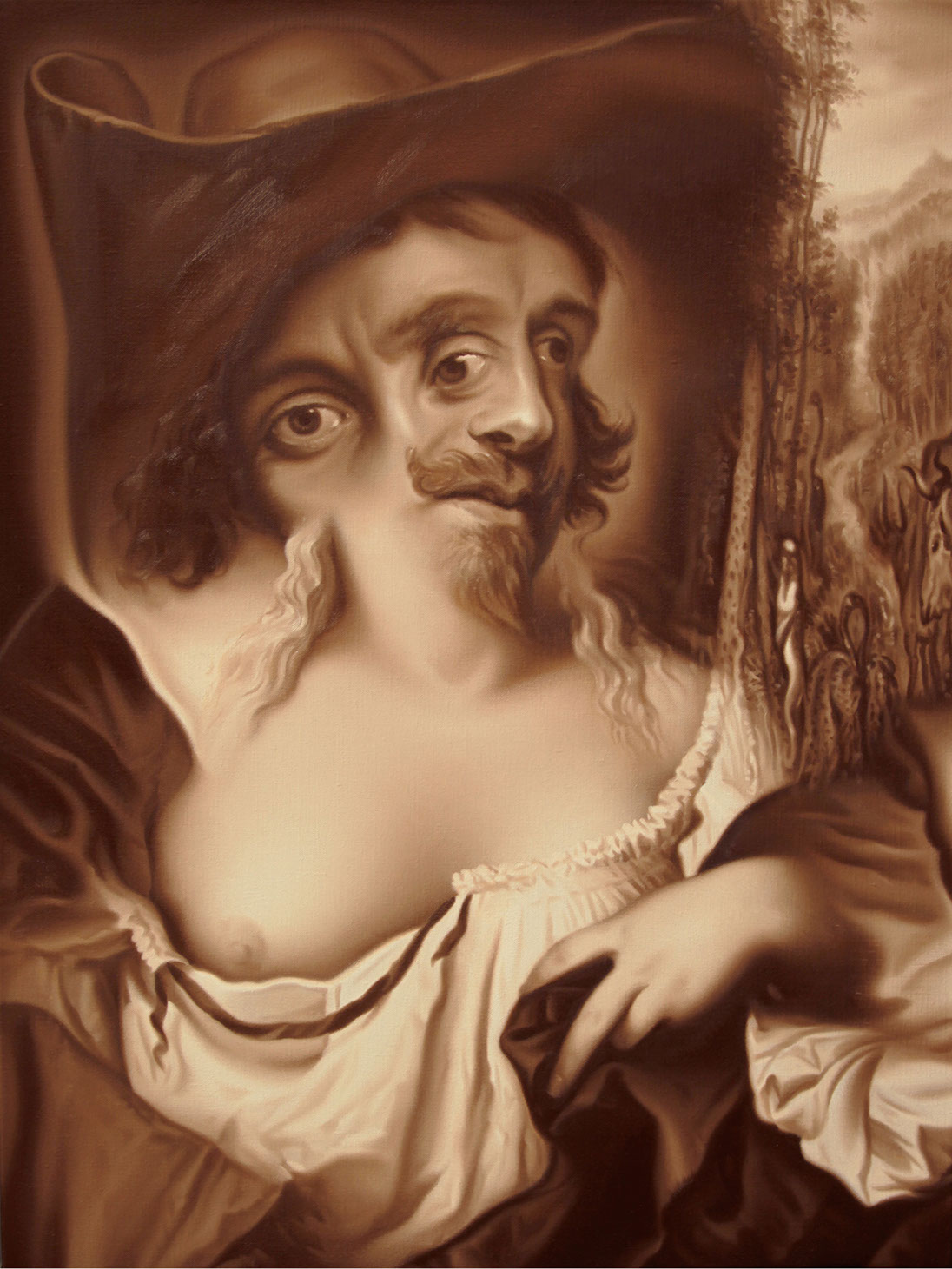
The Chocolate Labyrinth and Tea, 2016
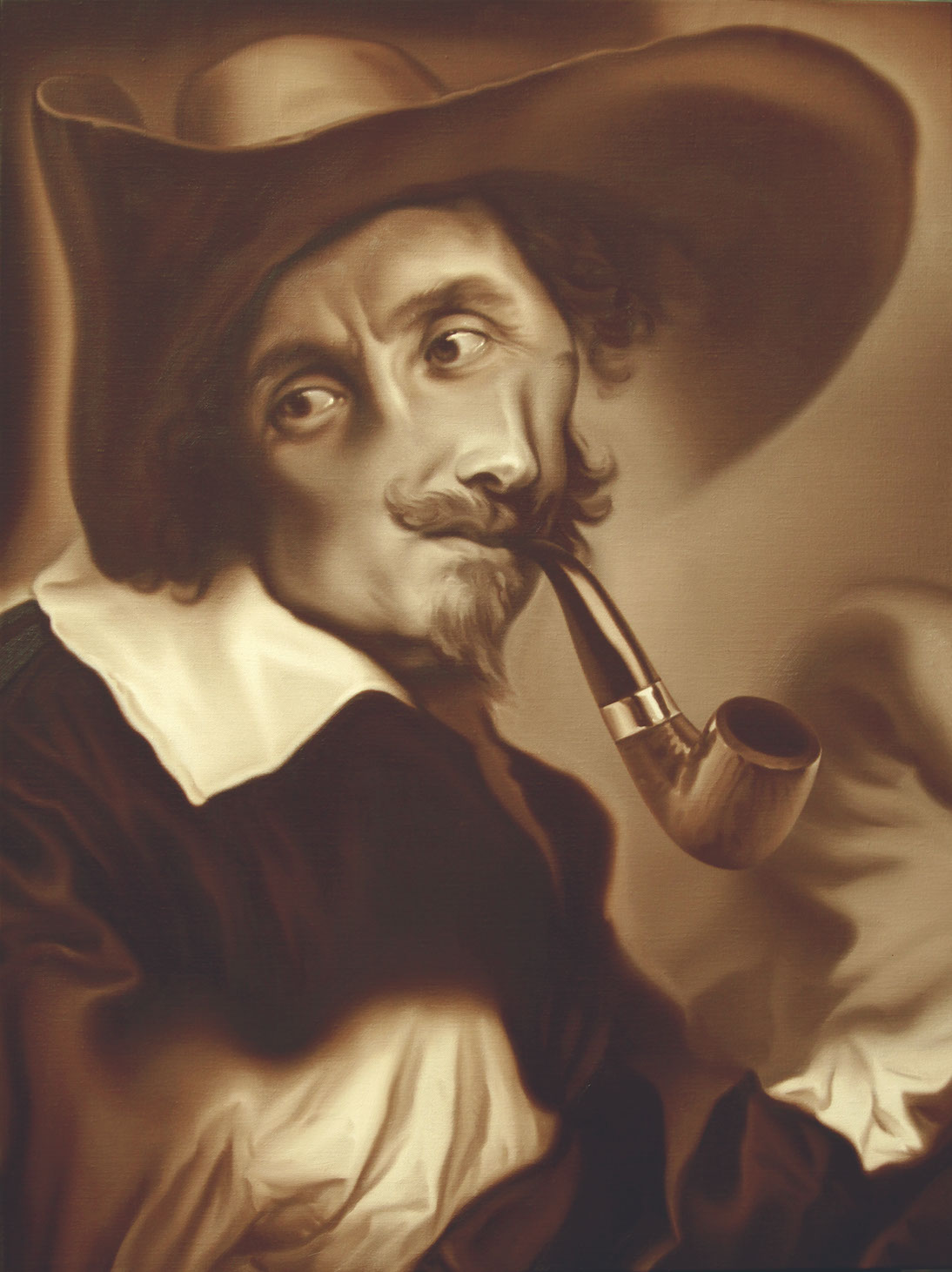
The Vision, 2016
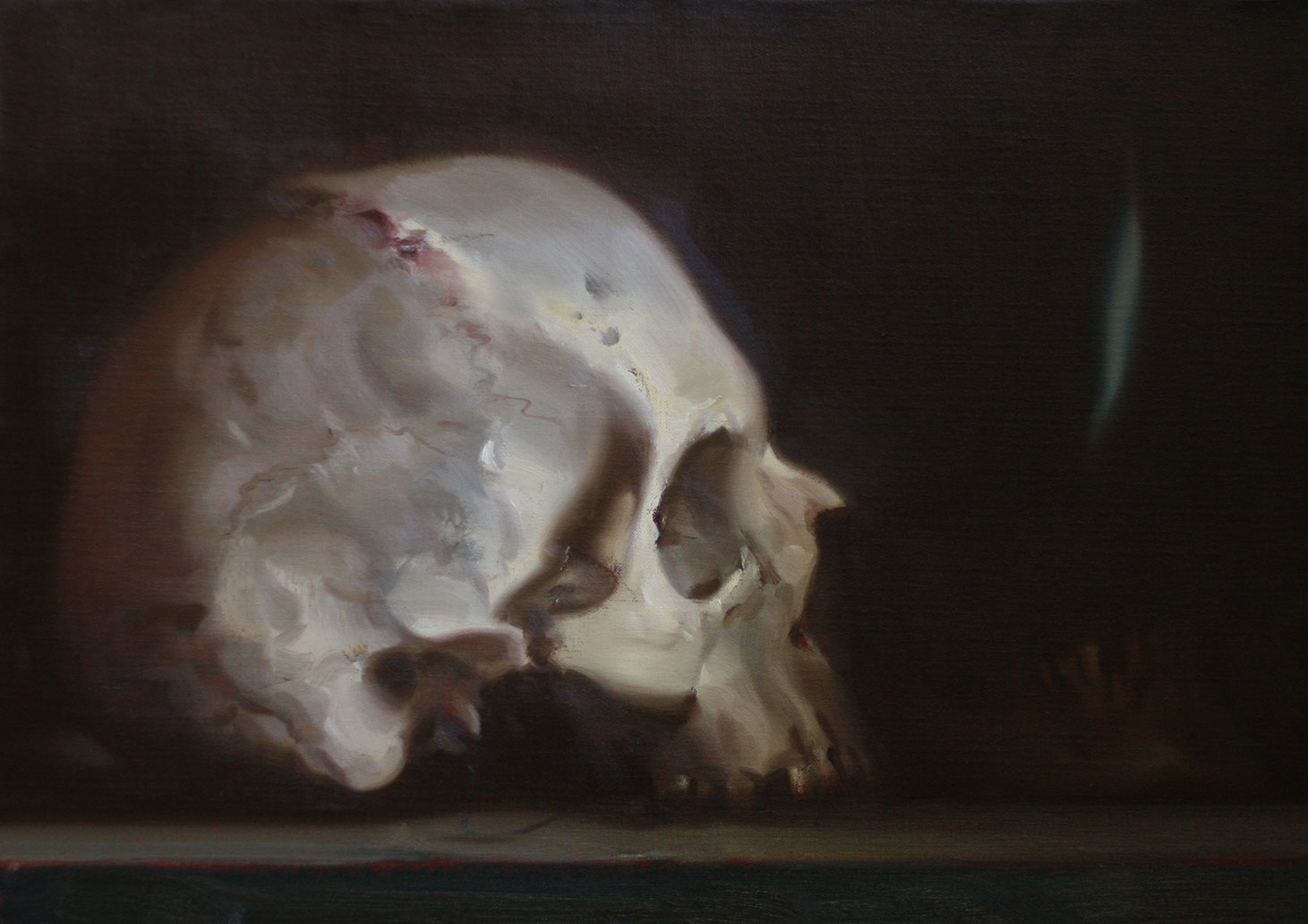
Brussels, 2016

Martincovým malbám předchází nejprve asociační představa v mysli, která čerpá podněty z literatury nebo odráží osobní zážitek spojený s jiným výtvarným dílem. Odkazy v názvech obrazů často souvisejí s filosofí, zejména Nietzscheho a Wittgensteina, a tématy rozhovorů, které vede se svým bratrem (The Birth of Tragedies, 2018). Religiózní symboly ho provázejí od mládí, prožitého na Broumovsku v prostředí silně ovlivněném barokní architekturou K.I. Dienzenhofera, a sám uvádí, že jsou trvalou součástí každodenního života. Ve svých dílech navazuje na tradiční evropskou malbu, ale prezentuje ji v současném kontextu a obrací se na dnešního diváka. Používá šifry a symboly, které spojují minulost se současností. Některé autobiografické detaily se prolínají do obrazů ve zdánlivě nesouvisejících spojeních. Jedním z takových symbolů je lebka, kterou kdysi spatřil jako dítě v malé vesnické škole v Machově, kterou navštěvoval (Speak The Truth Even When Your Voice Shakes, 2013). Jindy se v pozadí obrazu objevuje městské panoráma místa, kde prožil prvních šest let v dětství (Six Years of Tabula Rasa, 2013–14)
Martinec dospíval v 90. letech, kdy se svět zcela změnil díky počítačům a novým médiím. Jeho generace vnímá všudypřítomnost moderních technologií s existenciální vážností jako změnu paradigmatu a snaží se na ně reagovat (Every Generation Has Its Own Revolution, 2014) nebo je kreativně využít ve své tvorbě. Pomocí 3D programu Martinec vytváří v počítači malby, které jsou spíše modelem pro nehmotnou sochu. Podnětem k malbě může být kresebný záznam snu, v němž se uložené obrazy mísí s každodenní realitou, odehrávají se děje skryté pod povrchem a vznikají nečekaná spojení. Série kreseb podle děl starých mistrů je pro Martince prostředkem, jak odbourat hranice času a propojit své dílo s umělci, které si oblíbil při návštěvách galerií. Tyto motivy pak využil ve fantaskních manýristických nebo neobarokních kompozicích, v nichž libovolně spojuje citace starých mistrů s prvky současného světa (Rej nočních děsů, 2017). Místo náčrtků užívá digitální fotografie skutečných předmětů, které může libovolně manipulovat. Kompozici obrazu předtím, než ji přenese na plátno, vytváří jako umělou realitu prolínáním a dynamickým zkreslením ve Photoshopu.

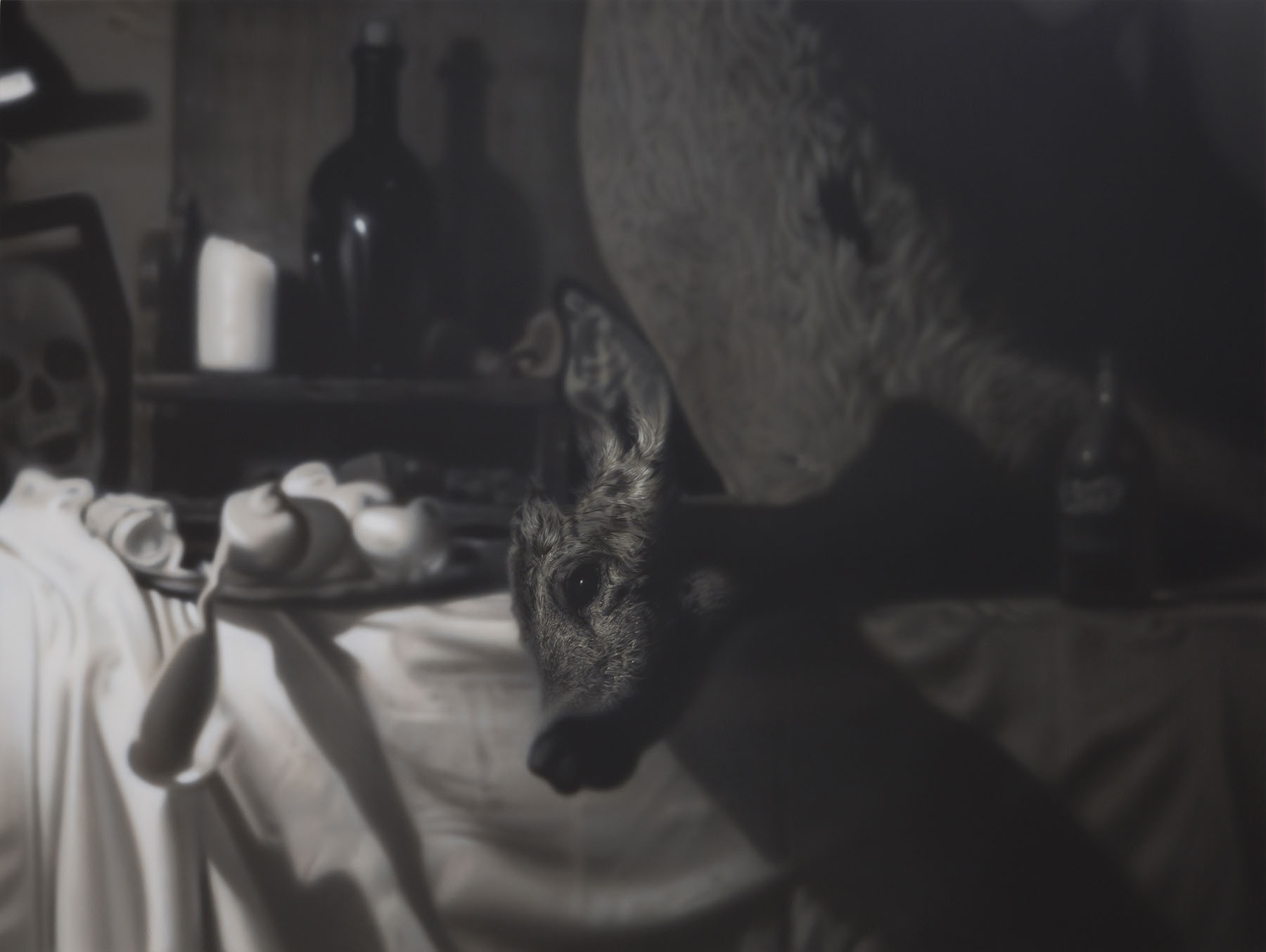
Every Minute You Are Closer to Death, 2013
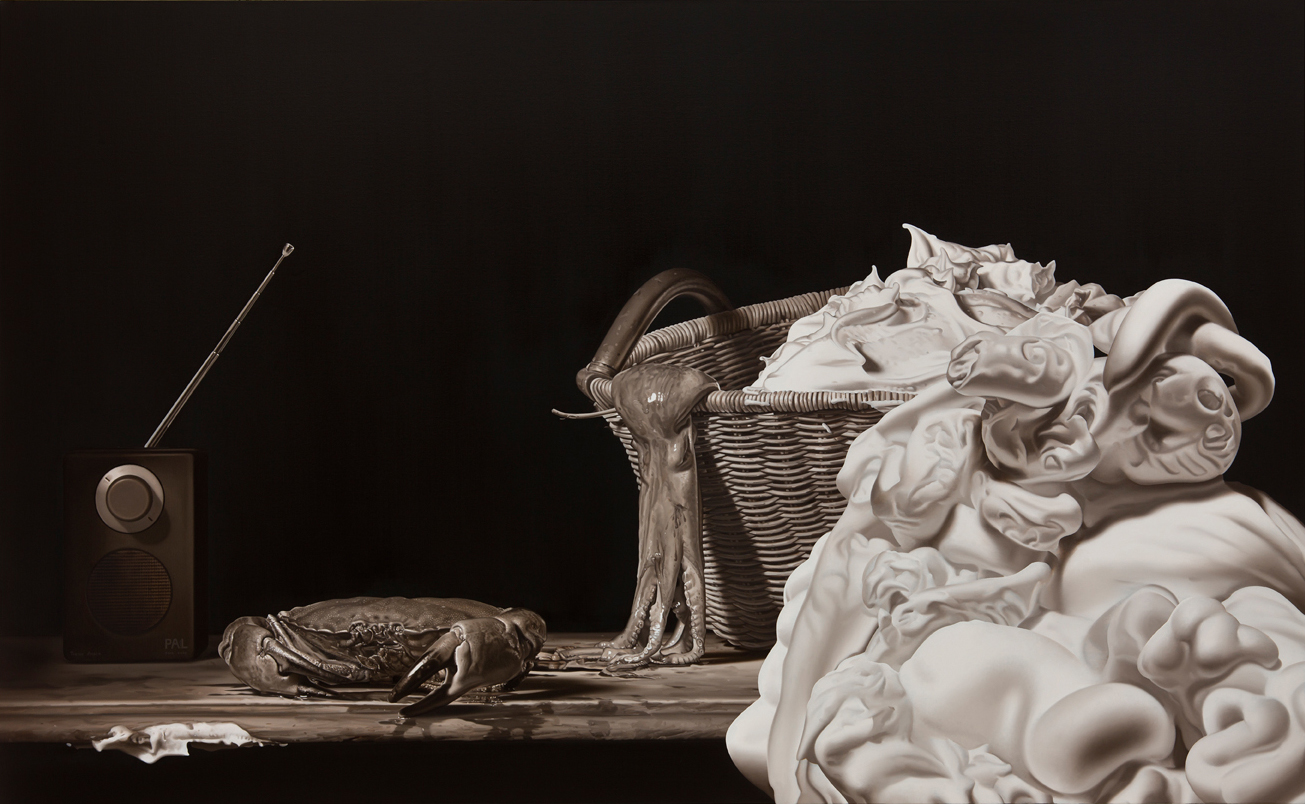
Experience Of Being Alive, 2014
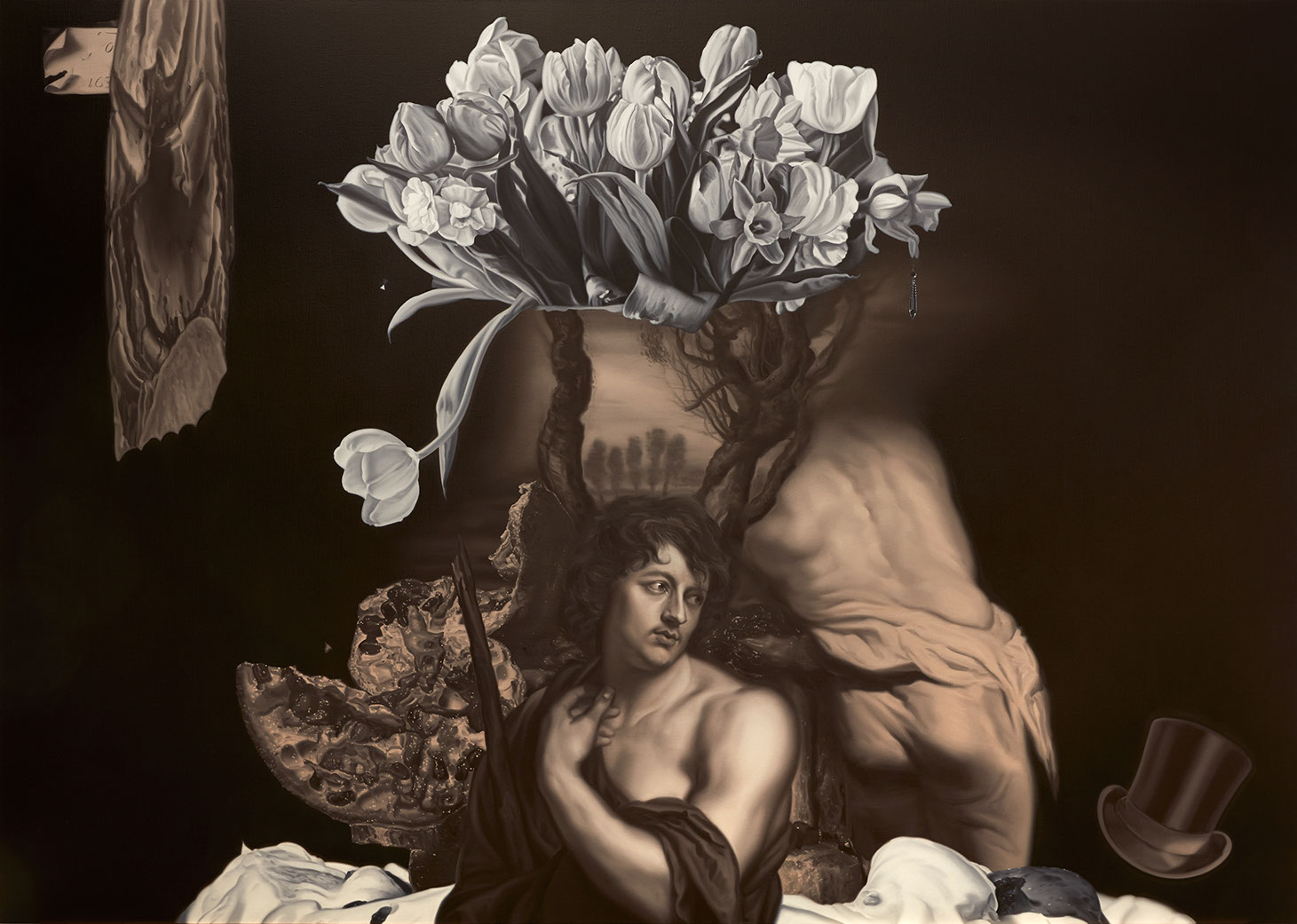
The Shepherd Paris, 2016
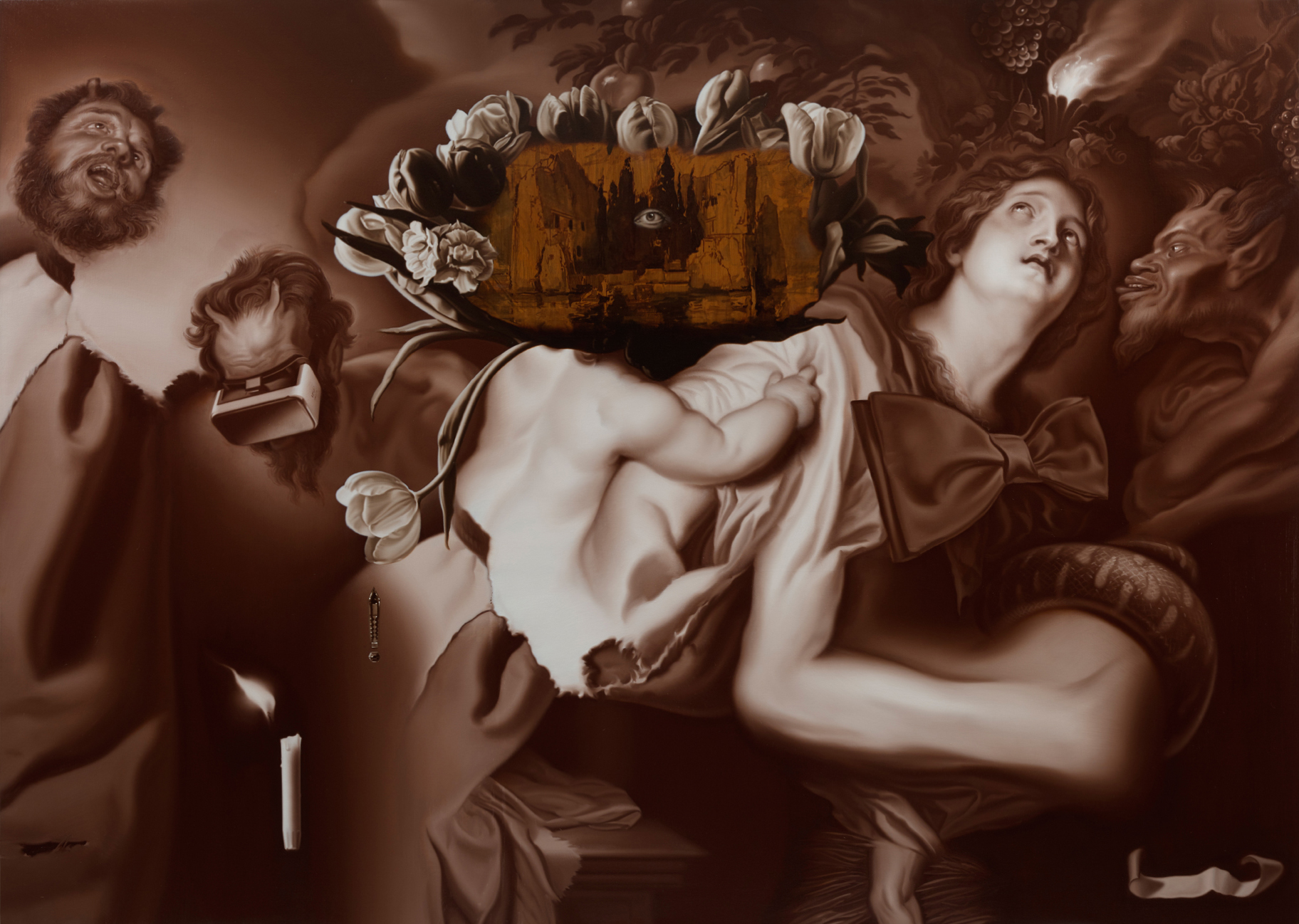
Circus of Nightmares, 2017

Součástí fiktivního cestování časem byla i Martincova cesta na Island roku 2016, ze které pořídil fotografický záznam své performance. Ve vypůjčené identitě barokního architekta Kiliána Ignáce Dientzenhofera, který hledá místo pro stavbu svého futuristického kostela, vytvořil příběh, který pak využil jako motto ke své pražské výstavě Cesta na Island roku 2018. Již o rok dříve navštívil Island, aby tam maloval krajinu (Představa krajiny, Reykjavík, 2015) a pod širým nebem zde umístil obraz meditujícího Buddhy. Podobnou intervencí v přírodě je monochromní malba hlavy Krista podle El Grecova obrazu z Národní galerie v Praze, kterou umístil roku 2017 ve španělské Andalusii.

### Projekty
- 2005 Motol (Praha) – rozsáhlý projekt zaměřený na vztah člověka k veřejnému prostoru nemocnice Motol, 5 rozměrných obrazů, videoinstalace (diplomová práce AVU. Projekt byl realizován v Praze a je součástí sbírky Národní galerie v Praze)
- 2007 Kabeláže (Paříž) – celý projekt byl pojat jako meditativní přístup k zachycení energií a minulého času. V imaginárním časoprostoru Martinec využil účinků barevných čar, linií, pro které jsou často typické zaostřené rozostřené stopy. Kabeláže fungují ve svém imaginárním časoprostoru.
- 2008 Lost in Time (Londýn) – navazuje na projekt Kabeláž. Obrazy citují mistry klasické s současné malby, ale prolínají se do nich současné motivy
- 2009 At The Same Time (Londýn) – obrazy zachycují současné městské scény, vyprázdněná místa bez lidí (supermarket, parkoviště, letiště). Malíř se v nich snaží zachytit chladný industriální život ve velkoměstech (Londýn, Istanbul) a vyjádřit osamělost prostřednictvím hyperrealismu s přesahem do abstraktních geometrických tvarů.
- 2017 El Greco is Watching, (dlouhodobý projekt), Španělsko
- 2018 Voyage to Island (Londýn)
- 2018 Art Brussels, solo project, Parafin, Brussels
- 2019 The Everyday Archive, Brixton Benificiary, Londýn

### Zastoupení ve sbírkách
- British Museum, London
- Národní galerie v Praze
- Sammlung FIEDE, Aschaffenburg
- Standard Chartered Bank, London
- WCIT Collection, London
- Asante Art Collection, Basel
- Robert Runtak Collection, Olomouc
- Omer Koc Collection, Istanbul
- soukromé sbírky ve Vídni, Miami a New Yorku

### Výstavy

#### Autorské
- 2000 Obrazy, Ungula, antikvariát (Galerie Ungula), Praha
- 2005/2006 Zmizel, Galerie DO/OKA, Praha
- 2007 Galerie českého centra, Paříž
- 2008 Lost in Time, Cosa Gallery, London
- 2009 At The Same Time, Cosa Gallery, London
- 2009 After Holiday 1986, Czech Centre Gallery, Sofia
- 2010 Lucky Man, Caroline Wiseman, London
- 2013 Every Minute You Are Closer To Death, Flowers Gallery, London
- 2014 Every Minute You Are Closer To Death, Parafin, London[15]
- 2015 Intellectual Properties, Galerie Václava Špály, Prague
- 2016 Hybrid, The Factory, London
- 2016 Thank You For Looking at Me, Iceland
- 2017 The Birth of Tragedies, Parafin, London
- 2018 El Greco is Watching, Španělsko
- 2018 Cesta na Island / Voyage to Island, Šternberský palác, Národní galerie v Praze
- 2018 Kilián Ignác D., Galerie Dům, Broumov
- 2019 The Everyday Archive, Brixton Beneficiary, London
- 2020 The Same for Everyone, Parafin Gallery, London

#### Společné (výběr)
- 1999/2000 Náchodský výtvarný podzim. 16. přehlídka umění regionu, Galerie výtvarného umění v Náchodě
- 2001 Ateliéry AVU / Malířská škola profesora Zdeňka Berana, Wortnerův dům Alšovy jihočeské galerie, České Budějovice
- 2004 Cooper Union Gallery, New York
- 2005 Akty v akci / Výstava absolventů ateliéru klasické malby prof. Zdeňka Berana, Muzeum Šumavy, Kašperské Hory, Galerie Diamant, Praha
- 2005 Diplomanti AVU 2005, Veletržní palác, Praha
- 2005 Prague Biennale, National Gallery, Prague
- 2005 Gallery Foundation M + J Anderle, Prague
- 2005 Prague’s Studios, Novoměstská Radnice Gallery, Prague
- 2006 Zátiší, Galerie moderního umění v Hradci Králové
- 2006 BLACK Art Festival, Pardubice
- 2007 BP Portrait Award, National Portrait Gallery, London, Tyne & Wear Museums, Newcastle
- 2007 Členská výstava Spolku výtvarných umělců Mánes L-O, Galerie Diamant, Praha
- 2007/2008 Kolektivní výstava: Kalendář na rok 2008, Galerie DO/OKA, Praha
- 2008 Defenestrace: Výstava absolventů a studentů AVU ateliéru prof. Zdeňka Berana, Novoměstská radnice, Praha
- 2008 Transfer, White Box, Mnichov
- 2008 International Triennale of Contemporary Art, National Gallery, Prague
- 2008 Re-Reading The Future, Project Mobility, National Gallery, Prague
- 2009 Transfer, Dům pánů z Kunštátu, Brno
- 2009 Prague Biennale 4 / Prague Biennale Photo 1, Karlínská hala, Praha
- 2009 BP Portrait Award, National Portrait Gallery, London, Southampton City Art Gallery, Southampton
- 2010 BP Portrait Award, National Gallery of Scotland, Edinburgh
- 2010 Passion for Freedom, UNIT 24 Gallery, London
- 2010 Transfer, Czech National Building, New York
- 2011 Encoded Systems, Read Gate Gallery, London
- 2012 Beyond Reality: British Painting Today, Galerie Rudolfinum, Praha
- 2012 Ein Weisses Feld, Schlachthaus Aschaffenburg
- 2012 Coal and Steel, Candid Arts Trust Gallery, London, Czech Centre Gallery, Prague
- 2013 BP Portrait Award, National Portrait Gallery, London
- 2014 John Moores Painting Prize 2014 at the Walker Art Gallery, Liverpool, as part of the Liverpool Biennial[16]
- 2015 Blow Up: Painting, Photography and Reality, Parafin, London
- 2016 YIA # 7 (Young International Artists) Paris, represented by ZAHORIAN & VAN ESPEN
- 2017 Arc of Memory, Zahorian & Van Espen, Praha
- 2017 Fascinace skutečností: Hyperrealismus v české malbě / Fascination with Reality: Hyperrealism in Czech Painting, Muzeum umění Olomouc
- 2019 Vanité, Brixton Beneficiary, London
- 2019 In Living Memory, Emo Court in collaboration with OPW (Oliver Sears Gallery), Republic of Ireland
- 2020 The Same For Everyone, Parafin, London
- 2020 Inspiration - Iconic Works, Nationalmuseum Stockholm
- 2020 Inspiration - Iconic Works, Ateneum Art Museum, Finish National Gallery, Helsinki
- 2020 COMPLEX STATES: Art in the years of Brexit, Gallery 46, London, International and virtual exhibition, Worldwide[17]
- 2020/2021 Vanitas, Dox Centre for Contemporary Art, Prague